# Eupelycosauria
Eupélycosaures · Eupélycosauriens
Clade
Les eupélycosaures (ou Eupelycosauria) sont l'un des deux sous-clades de synapsides, avec le groupe fossile des caséasauriens. Il rassemble la majorité des synapsides, dont les thérapsides. Les synapsides sont notamment caractérisés par leur crâne à une seule fosse temporale (ouverture derrière l'œil pour laisser passer l'attache des muscles de la mâchoire).

## Historique
Le taxon était considéré avant 1997 comme un sous-ordre des pélycosaures, groupe désormais reconnu comme un grade évolutif et non plus comme un clade. Certaines études récentes ont suggéré que l'un de ses sous-clades, les varanopidés, pourraient en fait être des sauropsides,,, laissant son autre sous-clade, les Metopophora, comme potentiel synonyme.

## Description
Les eupélycosaures se distinguent des caséasauriens par un long et étroit os supratemporal, alors qu'il est aussi large que long chez ces derniers, et par un os frontal avec une connexion plus large à la marge supérieure de l'orbite.

## Histoire évolutive
De nombreux eupélycosaures étaient les animaux terrestres dominants, du Carbonifère supérieur jusqu'à la fin du Permien inférieur. Les ophiacodontidés étaient communs depuis leur apparition à la fin du Carbonifère (Pennsylvanien) jusqu'au début du Permien, mais ils sont devenus de plus en plus petits à mesure que le Permien inférieur avançait. Les édaphosauridés et les caséides étaient les vegetivores dominants dans la première partie du Permien, allant de la taille d'un cochon à la taille d'un rhinocéros. Les sphénacodontidés (qui incluent Dimetrodon), une famille d'eupélycosauriens carnivores, étaient les plus grands prédateurs de leur époque.
Les thérapsides, groupe frère des sphénacodontidés, sont devenus les animaux terrestres dominants durant la suite du Permien. Ils donneront plus tard naissance aux cynodontes, qui sont les ancêtres des mammifères. Les derniers synapsides non thérapsides, ainsi que de nombreuses autres formes de vie, se sont éteints lors de l'extinction Permien-Trias.

## Phylogénie
Phylogénie des eupélycosaures :
- † Varanopidae ?
- Metopophora Spindler et al., 2018[6]
  - † Ophiacodontidae
  - Haptodontiformes Spindler et al., 2018[6]
    - † Ianthodon
    - † Milosaurus[7]
    - † Kenomagnathus
    - Sphenacomorpha Ivakhnenko 2003
      - † Edaphosauridae
      - Sphenacodontia
        - † Haptodus
        - † Hypselohaptodus
        - Pantherapsida Spindler, 2016[8]
          - † Palaeohatteriidae
          - † Cutleria
          - † Tetraceratops
          - Sphenacodontoidea
            - † Sphenacodontidae
            - Therapsida